# Croton nitidulus
Croton nitidulus là một loài thực vật có hoa trong họ Đại kích. Loài này được Baker mô tả khoa học đầu tiên năm 1883.